# 戈亚尼尼亚
戈亚尼尼亚（葡萄牙語：Goianinha）是巴西北大河州的一个市镇。总面积192.277平方公里，总人口17783人，人口密度92.5人/平方公里。